# Ludovico Cavaleri
Ludovico Cavaleri (Milano, 15 novembre 1867 – Cuvio, 31 dicembre 1941) è stato un pittore, incisore e illustratore italiano.

## Biografia

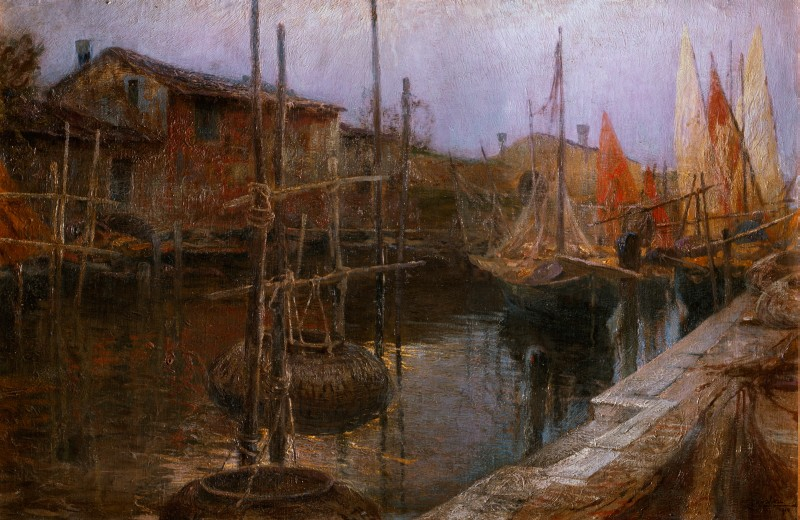
Canale a Chioggia (Fondazione Cariplo)

Nato a Milano dal chirurgo Antonio e da Felicita Cacciatori, nipote di artisti, si forma prevalentemente come autodidatta, interrompendo nel 1888 gli studi di medicina per dedicarsi esclusivamente alla pittura dopo una breve frequentazione della Scuola di prospettiva di Giuseppe Mentessi.
Dal 1890 si specializza nell'esecuzione di marine, influenzato dalle opere di Pompeo Mariani e Giorgio Belloni, ma in seguito si avvicina alla sensibilità antinaturalistica di fine secolo, cui contribuisce la frequentazione del poeta simbolista Gian Pietro Lucini. 
Nel 1893 si aggiudica la medaglia d'oro alla mostra promossa dalla Società delle Belle Arti di Milano, così come nel 1902 una medaglia d'oro al Glaspalast di Monaco di Baviera, nel 1907 una medaglia d'oro di prima classe a Barcellona, nel 1925 una medaglia del Ministero della Pubblica Istruzione all'Esposizione degli Amici dell'Arte di Torino.
Accanto a un'intensa pratica pittorica svolge attività di illustratore, cartellonista e incisore: partecipa alla mostra dell'incisione italiana nel 1915 con l'architetto milanese Luca Beltrami, Vittore Grubicy e Giuseppe Mentessi, disegna manifesti pubblicitari per la Birra Poretti ed è autore di illustrazioni per le poesie di Gian Pietro Lucini (Sonetti di Gloriano e della Chimera) e Romolo Quaglino.
È presente con assiduità alla principali rassegne espositive europee, riportando successi di mercato e riconoscimenti ufficiali: partecipa alla Biennale Internazionale d'Arte di Venezia del 1914 con Il porto di Savona, del 1920 con L'albero solitario e del 1924 con 12 opere.
Viene nominato professore onorario all'Accademia di Belle Arti di Carrara, socio onorario dell'Accademia di Brera e professore emerito all'Accademia di Belle Arti di Perugia.
Nel 1918 e nel 1935 vengono allestite sue personali alla Galleria Pesaro di Milano, mentre la Galleria Ranzini gli dedica una postuma nel 1946 con 46 opere.
Muore a causa di una polmonite a Cuvio, dove ha trovato rifugio nel corso della guerra, il 31 dicembre 1941: è sepolto presso il Cimitero monumentale di Milano.

## Stile
Paesista e marinista autodidatta, viene identificato come esponente dell'ultimo naturalismo lombardo contraddistinto da una pittura viva, legata alla riproduzione del vero, manifestata con un vivace colorito che lo avvicina agli impressionisti lombardi di fine Ottocento. 
A livello stilistico, è caratterizzato da raffinate sfumature, esclusivamente paesaggi, colori brillanti stesi con pennellate a larghe chiazze di colori puri, tecnica che lo accomuna al veneziano Vittore Zanetti Zilla
Nella fase più matura della sua attività, si avvicina al Liberty (molto conosciuti i suoi manifesti) e al Simbolismo, influenzato dall'amico poeta Gian Pietro Lucini.

## Opere principali
- Mattino d'autunno (Lago di Lugano) (1891), olio su tela, Collezioni d'arte della Fondazione Cariplo, Milano[11];
- Veduta di Gravedona sul Lago di Como (1893), olio su tela, Raccolte d'arte dell'Ospedale Maggiore, Milano[12];
- Dalle montagne del lago Maggiore (1898), olio su tela, Pinacoteca cantonale Giovanni Züst, Mendrisio;
- L'isola dei pescatori (1900), olio su tela, collezione privata;
- Paesaggio marino (Marina) (1901), olio su tela, Raccolte d'arte dell'Ospedale Maggiore, Milano[13];
- Brezza vespertina, Marina di Carrara (1902), olio su tela, collezione privata;
- La cicuta (1904), olio su tela, collezione privata;
- Mareggiata (1905), olio su tela, Camera dei deputati, Roma[14];
- Tramonto alla Giudecca (1907), olio su tela, Museo civico, Torino;
- Paranze da pesca (1907), olio su tela, Scuderie del Quirinale, Roma;
- A Chioggia (1909), olio su tela, Galleria Giannoni, Novara[15];
- Prato fiorito (1910), olio su tela, Galleria d'arte moderna[16];
- Canale a Chioggia (1910), olio su tela, Collezioni d'arte della Fondazione Cariplo, Milano[17];
- Madesimo (1910), olio su tela, Raccolte d'arte dell'Ospedale Maggiore, Milano[18];
- Tramonto sul mare (1912), olio su tela, Pinacoteca civica, Ascoli Piceno;
- Le sorgenti del Lago di Ganna (1913), olio su tela, Provincia di Varese[18];
- Venezia (1914), olio su tela, Collezioni d'arte della Fondazione Cariplo, Milano[19];
- Veduta di Venezia (1914), olio su tela, Provincia di Varese[20];
- Reti al vento (1914), acquaforte, Galleria d'arte moderna[21];
- Barche in riposo (1918), olio su tela, collezione privata;
- Veduta di Villa Gavotti ad Albissola Superiore (1924), olio su rame, Provincia di Varese[22];
- Mattino in Liguria (1925), olio su tela, Collezioni d'arte della Fondazione Cariplo, Milano[23];
- Tramonto sul porto di Savona (1928), olio su tavola, Galleria d'arte moderna Ricci Oddi, Piacenza;
- Da Miramare (Savona) (1930), olio su tavola, Collezioni d'arte della Fondazione Cariplo, Milano[24];
- Vele bianche (Calambrone) (1931), olio su tela, Palazzo Gambacorti, Pisa;
- Al Calambrone (1934), olio su tavola, Collezioni d'arte della Fondazione Cariplo, Milano[25];
- Piena d'autunno (non datata), olio su tela, Palazzo Cybo Malaspina, Carrara;
- Quiete (non datata), olio su tela, Galleria d'arte moderna Achille Forti, Verona.